# Gnathostomata (Echinoidea)
Gnathostomata é uma superordem de equinodermes da classe Echinoidea, que inclui as espécies conhecidas pelo nome comum de bolacha-da-praia.

## Descrição
A superordem Gnathostomata agrupa equinodermes com morfologia corporal irregular que se distinguem dos restantes equinodermes irregulares por terem lanterna de Aristóteles bem desenvolvida. A boca é localizada na zona central da face inferior do corpo, como acontece na maioria dos ouriços-do-mar, mas o ânus está deslocado para um dos lados da face superior. Os membros deste grupo estão adaptados a escavar sedimentos marinhos pouco consolidadeso, especialmente areias e lodos.
O grupo está presente no registo fóssil desde o Jurássico antigo.